# Antonio Grimani (1605-1659)

Stemma Grimani

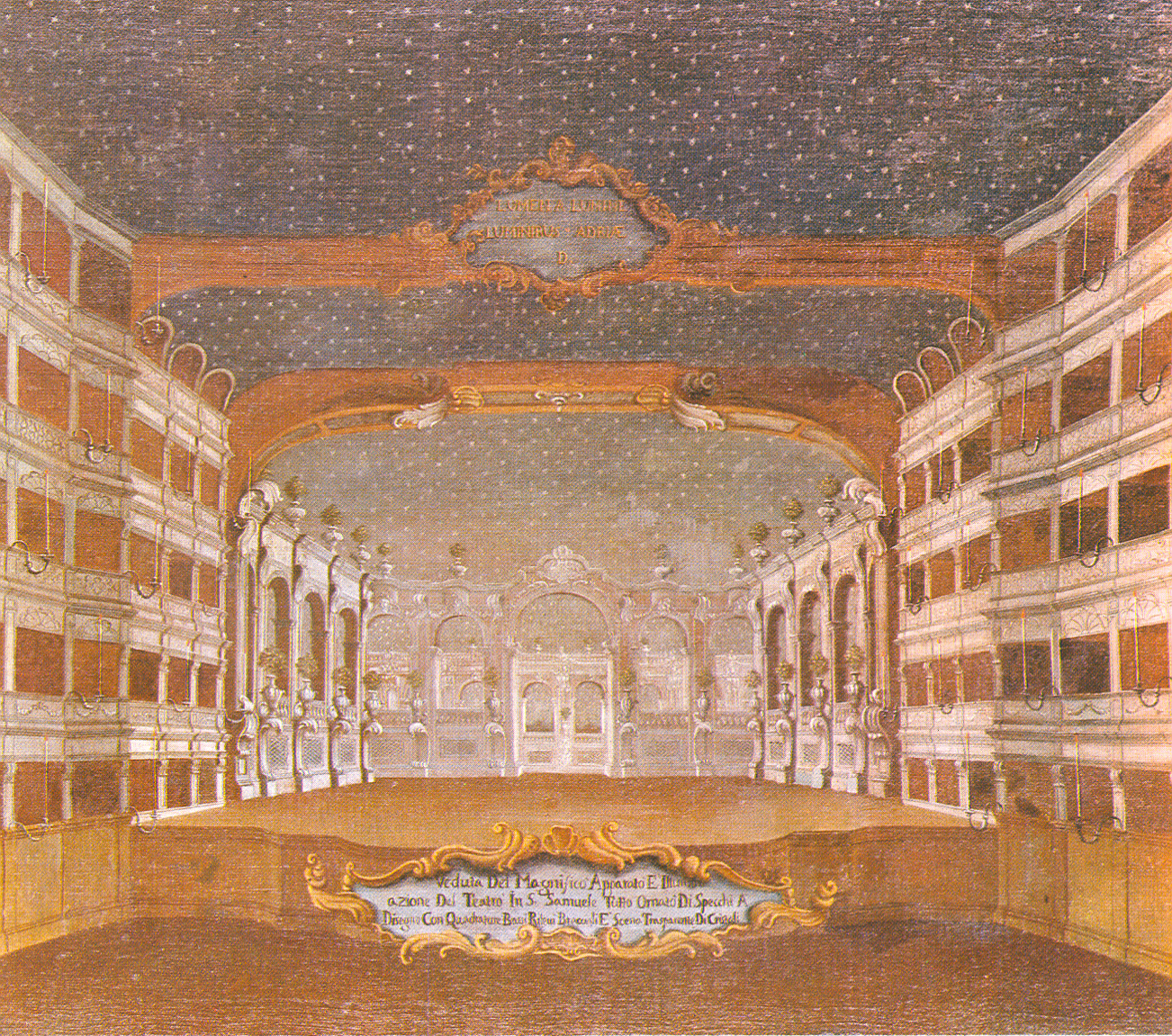
Venezia, Teatro San Samuele

Antonio Grimani (Venezia, 1605 – Venezia, 1659) è stato un nobile italiano.

## Biografia
Era figlio di Vettore Grimani (1569-?) e di Lisa Grimani, del ramo di Santa Maria Formosa della nobile famiglia veneziana dei Grimani.
Appassionato di teatro, assieme al fratello Giovanni, inaugurò nel 1639 il Teatro Santi Giovanni e Paolo e nel 1656 il Teatro San Samuele a Venezia.

## Discendenza
Antonio sposò Elena Gonzaga, figlia di Ludovico Francesco Gonzaga, quarto marchese di Palazzolo ed ebbero cinque figli:
- Vincenzo Grimani (1655-1710), cardinale;
- Vettor Grimani (1647-?);
- Giancarlo Grimani (1648-1714);
- Olimpia Grimani (1646-1706),[4] sposò Pirro Maria Gonzaga (1646-1707);
- Michiel Grimani.

Con il loro matrimonio ebbe inizio il ramo dei "Grimani-Gonzaga".